# 2490 Bussolini
2490 Bussolini је астероид главног астероидног појаса. Приближан пречник астероида је 11,6 ,
а средња удаљеност астероида од Сунца износи 2,609 астрономских јединица (АЈ).
Инклинација (нагиб) орбите у односу на раван еклиптике је 12,964 степени, а орбитални период износи 1540,130 дана (4,216 године). Ексцентрицитет орбите астероида износи 0,132.
Апсолутна магнитуда астероида износи 11,9 а геометријски албедо 0,226.
Астероид је откривен 3. јануара 1976. године.